# Macaduma tortricella
Macaduma tortricella là một loài bướm đêm thuộc phân họ Arctiinae, họ Erebidae.